# Rodney Smith
Rodney Smith (n. 13 aprilie 1966, Washington, D.C., District of Columbia, SUA) este un luptător ce a reprezentat Statele Unite ale Americii, medaliat olimpic. A participat la 2 ediții ale Jocurilor Olimpice (1992, 1996) în care a câștigat o medalie de bronz.